# Фузор Фарнсуорта — Хирша

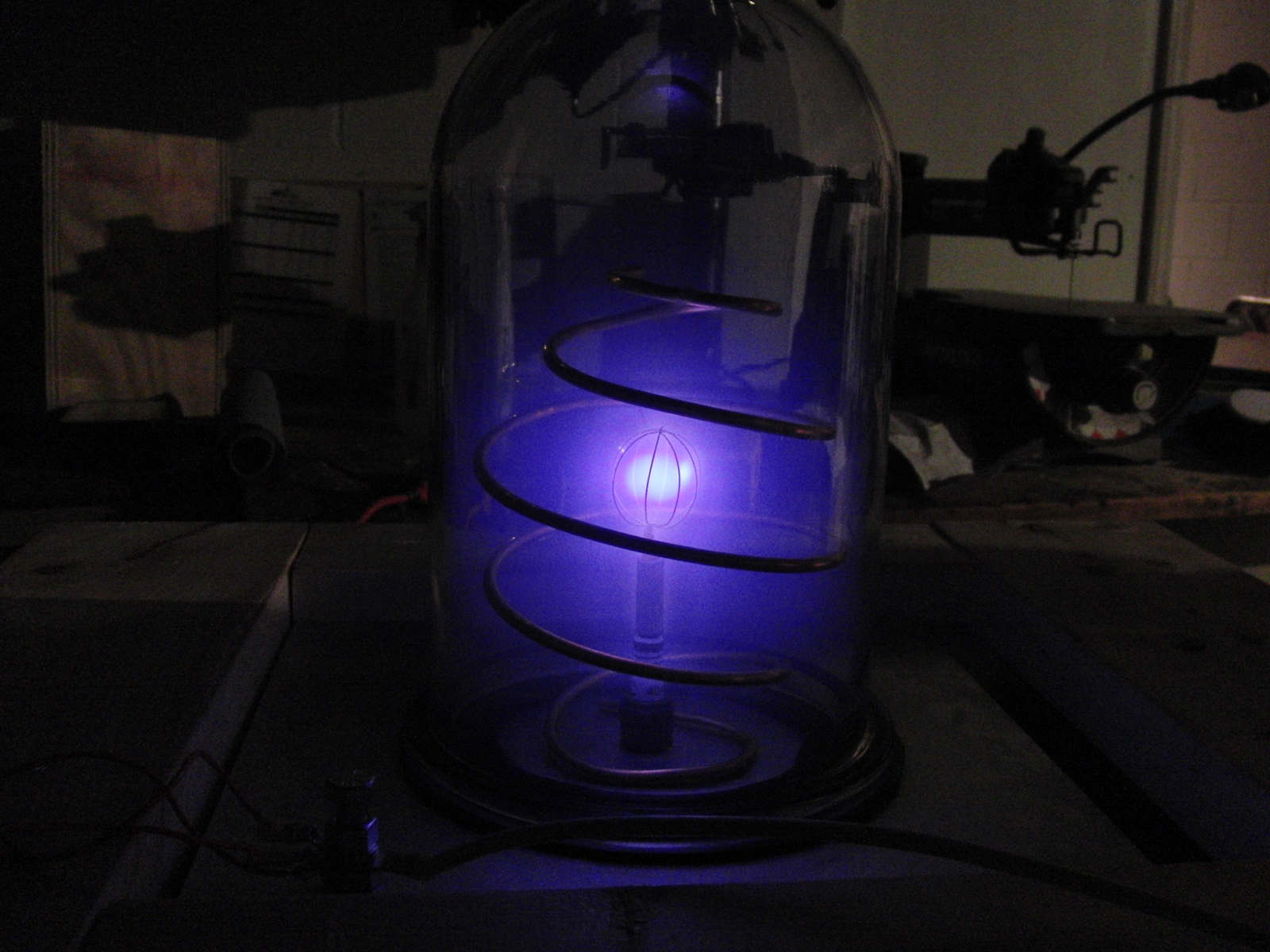
Изготовленный в домашних условиях фузор.

Фузор Фарнсуорта — Хирша — устройство, сконструированное американским изобретателем Фило Т. Фарнсуортом и физиком Робертом Хиршем для получения управляемой термоядерной реакции.
В отличие от многих систем для получения управляемой термоядерной реакции, которые  медленно нагревают плазму, помещенную в магнитную ловушку, в фузоре высокоэнергетические ионы напрямую впрыскиваются в область, где происходит термоядерная реакция. Реализация этой концепции предположительно позволит значительно уменьшить размеры и стоимость термоядерного реактора. Для удержания плазмы в фузоре используется метод электростатического удержания плазмы.
Идея фузора в различных модификациях была использована в работах таких ученых как Elmore, Tuck и Watson, позднее  George Miley. С 1994 по 2006 Роберт Бассард по контракту с ВМС США построил несколько моделей реакторов Поливелл.
Ни один вариант фузора Фарнсуорта, созданный на данный момент, не приблизился близко к критерию Лоусона. Мировые правительства не рассматривают этот вид реактора как перспективный и ведут разработки реакторов других типов, чаще всего токамаков. В частности крупнейший токамак строится в рамках международного проекта ITER.